# Territorio di Nyiragongo
Il territorio del Nyiragongo è uno dei 145 territori della Repubblica Democratica del Congo, nella provincia del Kivu Nord. Confina ad est col Ruanda ed a sud con la città di Goma (situata sulla sponda settentrionale del Lago Kivu), il suo capoluogo è il villaggio di Kibumba.

## Geografia
Il territorio del Nyiragongo confina con:
• a nord con il territorio di Rutsuhuru,
• ad ovest con i settori Ruandesi di Mutura, Rubavu e Chanzarwe,
• a sud con la città di Goma,
• ad est con il territorio di Masisi.
Occupa una pianura degradante verso ovest con un'altitudine compresa tra i 1550 m ed i 2700 m, zona ricca di vulcani sia dormienti od in stato di quiescenza - come ad esempio il Karismbi (4506 m) od il Mikeno (4437 m) - che attivi, come il Nyiragongo (3470 m) od il Nyamulagira (3056 m). La vegetazione dominante è quella propria della savana e la zona è povera di corsi d’acqua e sorgenti, soprattutto in confronto agli altri territori del Kivu Nord, cosa che costringe la popolazione a percorrere lunghe distanze per potersi abbeverare. Il Nyiragongo non ha risorse particolari in termini di ricchezza ed infatti la maggior parte della popolazione è impiegata in lavori agricoli.
Le uniche entrate consistenti per il territorio provengono dal turismo per il Vulcano Nyiragongo ed il Parco Nazionale dei Virunga, che tra l’altro occupa una vasta fetta della divisione amministrativa stessa (170 km² sui 333 totali), il quale parco è però interamente sottoposto ed amministrato dall’Istitute Congolais pour la Conservation de la Nature (ICCN), che non effettua alcun versamento all’amministrazione territoriale.

## Società
La popolazione si divide in quattro principali gruppi etnici: Hutu (60% degli abitanti), Hunde-Kamu (29%), Tutsi (10%) e Twa (1%). 
Hutu e Tutsi popolano essenzialmente la parte settentrionale del territorio e sono per lo più agricoltori e pastori, Hunde-Kamu e Twa abitano invece nelle zone meridionali.
Le lingue più parlate dai locali sono lo swahili (parlato dall’80% della popolazione e molto diffuso in generale nel Congo Orientale, soprattutto nella provincia del Kivu Nord), il kinyarwanda (parlato dal 60% della popolazione, specialmente quella del nord) ed il kihunde-kikumu (parlato dal 29% degli abitanti, tra cui soprattutto quelli della zona meridionale).